# Río Ruvuma
El río Ruvuma (anteriormente conocido como Rovuma, como todavía es conocido en Mozambique) es un largo río del África oriental que discurre formando durante gran parte de su curso la frontera entre Tanzania y Mozambique. Tiene una longitud de unos 800 km, drena una amplia cuenca de 155 500 km² (mayor que países como Nepal o Bangladés) y tiene un caudal de 475 m³/s en su desembocadura.

## Geografía
El río Ruvuma nace en la parte suroccidental de Tanzania, en la región homónima de Ruvuma, a unos 50 km al suroeste de la ciudad de Songea (99 961 habitantes en 2002). El río fluye de las laderas de las montañas Matogaro situadas en una meseta ondulada, a más de 900 metros de altitud, algo al este del lago Nyasa. El río fluye primero hacia el oeste, luego se vuelve al sur durante un tramo de unos 70 km. Tras recibir por la derecha al río Msinje, que llega del sur, el Ruvuma gira repentinamente y se encamina finalmente hacia al este, un rumbo que mantendrá en general hasta el final. A partir de aquí el río será la frontera natural en una sección de más de 650 km entre Tanzania, al norte, y Mozambique, al sur.
En su discurrir hacia el este el Ruvuma pasa cerca de la base de una árida meseta escarpada de piedra arenisca, situada al norte, de la que descienden cortos ríos que han excavado profundos canales en el borde de la meseta (algunos son más largos, como el Lukimva y el Muhuvesi). Por la orilla opuesta, la derecha, al sur, el Ruvuma recibe ríos más largos que fluyen en amplios valles corriendo de sur a norte, entre ellos el Luchulingo, el Lussanhando y, sobre todo, el río Lugenda. 
El Lugenda nace en las proximidades del lago Chilwa, en el pequeño lago Chiuta (518 m), cuya zona pantanosa al sur está separada del Chilwa solo por una estrecha cresta arbolada. El arroyo corre desde Chiuta y pasa por un valle pantanoso en el estrecho lago Amaramba, desde el que el Lugenda surge finalmente como un arroyo de unos 75 m de ancho. En la confluencia con el Ruvuma, cerca de Negomano, el Lugenda es más largo que el propio Ruvuma. 
Más abajo el Ruvuma varía mucho de anchura, conteniendo en muchas partes largas islas boscosas que se elevan por encima del nivel de las crecidas, y que están a menudo habitadas. El río es vadeable en muchos lugares en la estación seca. En su boca, tiene casi 1,5 km de ancho. 
El curso inferior del Ruvuma, a menudo tiene más de 500 m de ancho, pero generalmente fluye a través de un pantanoso valle flanqueado por una meseta escarpada que contiene varios pequeños remansos del río. La boca se encuentra algo al sur de la ciudad tanzana de Mtwara (con más de 100 000 hab. en 2005) y al norte de la provincia mozambiqueña de Cabo Delgado.

## Puente
En 1975, poco después de la independencia de Mozambique, se propuso la construcción de un puente que cruzase el río y uniese Mozambique y Tanzania, por ello denominado Puente de la Unidad (Unity Bridge). Se hicieron varios estudios de diseño y algunas obras de construcción a principios de 1980, pero el puente no fue terminado debido a la falta de fondos. En 2002, los dos gobiernos nacionales firmaron un acuerdo formal para construir un nuevo puente de 600 m que cruzase el río. Las primeras piedras de los cimientos fueron colocadas el 10 de octubre de 2005, tanto en Tanzania como en Mozambique. La construcción estaba prevista que terminase en 2008 y costase 28  millones de dólares, aunque el proyecto está retrasado. 
Antes era posible cruzar el río con un pequeño buque ro-ro (situado en la parte de Tanzania), que podía llevar tres jeeps. El ferry se hundió en 2008 y todavía no ha sido sustituido. La población local ofrece un transporte arriesgado para los vehículos con tres barcos y tablas atadas. En período de estiaje el río puede ser vadeado con un adecuado vehículo de cuatro ruedas motrices.